# Terrence Scammell
Terrence Frederick Scammell (ur. 10 stycznia 1958 w Montrealu) – kanadyjski aktor głosowy.

## Życiorys
Urodził się w Montrealu jako syn Kathleen i Freda Scammella. Ma jednego brata i jedną siostrę.
Scammell pracował nad serialami, filmami aktorskimi, filmami dokumentalnymi i grami wideo dla BBC, PBS, Sci Fi, Teletoon i Ubisoft. Otrzymał nagrodę ACTRA za użyczenie głosu postaci Darpha Bobo w serialu Kosmoloty, a jego twórczość reżyserska była nominowana do nagród w Ameryce Północnej, Europie i Wielkiej Brytanii.
Jest żonaty z pisarką i blogerką Sheilą Singhal.

## Filmografia
- 1987: Banda Owidiusza – Saffron / Bobo / Polo (wersja angielska)
- 1987: Przygody Misia Ruxpina – Digger
- 1989: Księga dżungli – Tabaqui
- 1989: Ekoludki i Śmiecioroby – Speed / Sport
- 1990: Samuraje z Pizza Kot – Imperator Fred
- 1990: Latające misie – Chytrzak (Skulk)
- 1991: Szopy pracze – kolega z klasy
- 1991–1992: Młody Robin Hood – Mały John
- 1993: Przygody Kota Davida – rzeźnik / piekarz
- 1994: Legenda o Białym Kle – Weedon / Alex
- 1995: Bambetlusie
- 1997: Księżniczka Sissi – książę Franz
- 1998: Podróże z Aleksandrem i Emilią – Aleksander
- 2003, 2005: Ach, ten Andy! – dyrektor DeRosa / Steve Rowgee Sr. (seria II i III)
- 2004: Kosmoloty – Darph Bobo
- 2006: Niezwykłe ranki Marcina Ranka (wersja angielska)
- 2009: Prawdziwa historia Kota w Butach – Gaston (wersja angielska)
- 2010: Muminki w pogoni za kometą – Piżmowiec
- 2010: Moje życie ze mną (wersja angielska)
- 2010: Winx Club: Magiczna przygoda (wersja angielska)
- 2016: Balerina – Louis Mérante / listonosz
- 2017: Magiczna zima Muminków – Włóczykij / listonosz / przodek